# Prekno
Prekno is een plaats in de gemeente Vidovec in de Kroatische provincie Varaždin. De plaats telt 201 inwoners (2001).